# Communicate
Communicate è il secondo EP del gruppo musicale italiano Kirlian Camera, pubblicato dalla Memory Records nel 1983.

## Tracce
Lato A
1. Communicate – 6:07 (Angelo Bergamini)

Lato B
1. Communicate (Instrumental) – 7:22 (Angelo Bergamini)